# Avenida Padre Bruno Mariano (General Carneiro)
A Avenida Padre Bruno Mariano é uma avenida localizada na cidade de General Carneiro, Mato Grosso. O espaço possui aproximadamente 287 metros e compreende 25 casas. Foi escolhido para tombamento no local por ser o primeiro conjunto urbanístico onde moraram familiares do General Carneiro, que dá nome a cidade. Os imóveis são da década de 1950 e mantêm as referências artísticas da época.